# Nicer Vallis
La Nicer Vallis è una struttura geologica della superficie di Marte.